# Chrysometa flava
Chrysometa flava là một loài nhện trong họ Tetragnathidae.
Loài này thuộc chi Chrysometa. Chrysometa flava được Octavius Pickard-Cambridge miêu tả năm 1894.